# 찰스 셸던
찰스 먼로 셸던(Charles Monroe Sheldon, 1857년 2월 26일 ~ 1946년 2월 24일)은 미국 조합교회(Congregational churches)목사이자, 사회복음주의운동(Social Gospel movement)지도자이다.

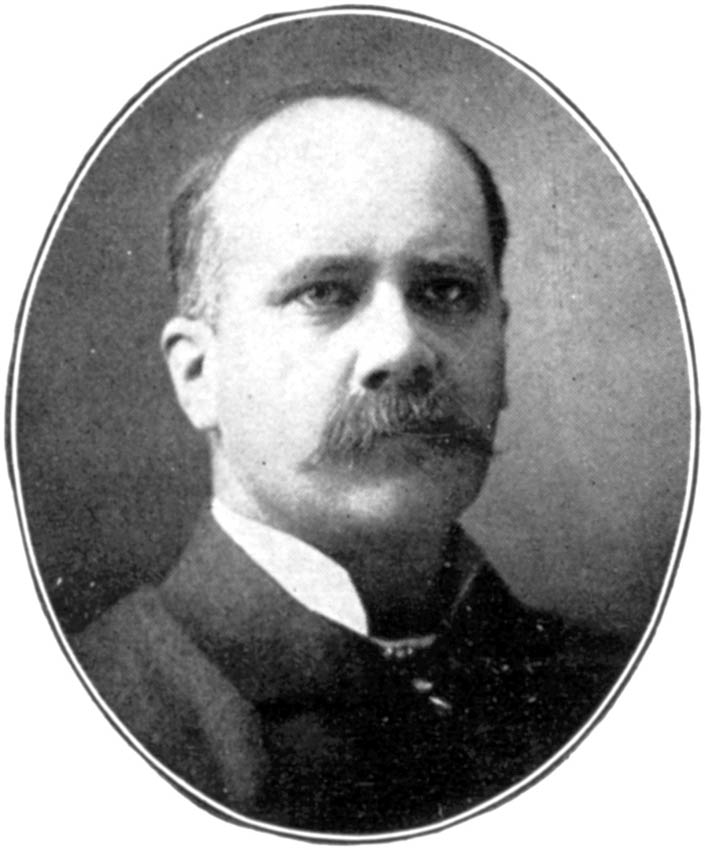
A 1913 photograph of Sheldon

## 교육과 목회
셸던은 앤도버 필립스 아카데미를 졸업하였으며,19세기 후반 접한 기독교 사회주의(Christian Socialism)의 옹호자가 되었다. 그의 신학적 관심사는 예수 그리스도의 속죄교리를 강조함에 따른 실재적인 윤리적 삶이었다.1880년대 20대의 청년 목사 찰스 셸던은 캔자스주 토피카(Topeka)의 조합교회에서 설교를 하였는데, 설교의 기본적 주제는 '예수라면 어떻게 할 것인가'라는 질문에 근거한, 윤리적 결정이었다.

## 신학
설교의 주제는 1895년에 발표된 소설 《예수님이라면 어떻게 했을까》로 소설화되었다. 설교의 기풍은 개인적인 구원이 아닌, 기독교인과 성직자가 가난과 착취 그리고 비리에 마주쳤을때의 도덕적 결정에 대해 말하고 있다. 즉, 기독교인으로서 도덕적 결정을 해야 할 때 어떻게 해야 할 것인지에 대해 말하고 있는 것이다.
셸던의 신학적 관심은 그의 사회적 관심사가 반영된 것이었으며, 사회복음주의를 창시한 신학자 월터 라우셴부시(Walter Rauschenbusch, 1861년-1918년)에게 영감을 주었다. 라우셴 부시 자신도 셸던이 자신의 사상적 근원이 되었음을 인정한 바 있다.

## 신문 발행
1900년 그는 토페카 데일리 캐피털(Topeka Daily Capital)의 편집자가 되었다. 이후 12,000부에서 387,000부로 엄청나게 발행 부수가 늘어나, 시카고, 일리노이주, 뉴욕에서 120,000장이 인쇄되었다.